# 骆是愚
骆是愚（1911年—1985年），男，四川绵竹人，中华人民共和国政治人物，曾任中共兰州市委书记处书记，甘肃省政协副主席。